# دبوسي (فطر)
الفطر الدبوسي (الاسم العلمي: Claviceps) هو جنس من الفطريات يتبع الفصيلة الدبوسية من رتبة المستلحميات.

## أنواع الفطر الدبوسي
- دبوسي أخضر
- دبوسي أرجواني
- دبوسي أصفر
- دبوسي أفريقي
- دبوسي الأرز البري
- دبوسي أليف السورغم
- دبوسي أملس
- دبوسي حلقي
- دبوسي دقيق
- دبوسي رمادي
- دبوسي سورغمي
- دبوسي شاحب
- دبوسي شاطئي
- دبوسي شويكي
- دبوسي صغير
- دبوسي صغير الأبواغ
- دبوسي صغير الرأس
- دبوسي عملاق
- دبوسي فربيوني
- دبوسي مائع
- دبوسي مخدد
- دبوسي مخضر
- دبوسي مسود
- دبوسي مغزلي
- دبوسي ويلسوني